# Дитерпеновые алкалоиды
Дитерпеновые алкалоиды — класс биологически активных молекул, содержащих два терпеновых фрагмента. Эти соединения широко распространены в природе и обладают различными фармакологическими свойствами.
Структурно дитерпеновые алкалоиды представляют собой гетероциклические соединения, содержащие как минимум два цикла. Они могут быть получены из природных источников, таких как растения, грибы, мхи и лишайники, путем экстракции и очистки.
Эти алкалоиды обладают разнообразными биологическими свойствами, такими как противомикробное, противовоспалительное, противоопухолевое и противогрибковое действие. Некоторые дитерпеновые алкалоиды являются эффективными лекарственными средствами, используемыми для лечения различных заболеваний.
Например, колхицин, один из наиболее известных дитерпеновых алкалоидов, используется в медицине для лечения заболеваний, связанных с разделением хромосом и карциномами. Также существуют другие дитерпеновые алкалоиды, которые могут быть использованы в качестве лекарственных препаратов, например, таксол, активный компонент таксуса.
Дитерпеновые алкалоиды имеют огромный потенциал в фармацевтической промышленности, что делает их объектом интереса для исследовательской работы. Научные исследования в области дитерпеновых алкалоидов позволят раскрыть их потенциал как лекарственных средств, а также улучшить понимание биологических процессов, связанных с их действием.
Существует множество природных источников дитерпеновых алкалоидов, некоторые из которых ещё не были полностью изучены. Продолжение исследований в этой области может привести к открытию новых соединений, обладающих потенциальными лекарственными свойствами.